# Lars Widéll
Lars Hilmer Tor Widéll, född 3 maj 1956 i Karlstad, Värmlands län, död 22 augusti 2018 i Lidköping, Västra Götalands län, var en svensk pastor, musikkonsulent, musiker, kompositör och författare.

## Biografi
Widéll skrev flera musikaler, varav den första skrevs i början av 1980-talet. Musikalerna hade ofta kristna budskap, men hade även andra teman, som bland annat miljö. 1991 fick han Skara kommuns miljövårdspris för sin musikal Drömmar. Han innehar svenskt rekord i antalet skrivna musikaler med 20 st. Han har även tonsatt texter av Kjell Olof Bohlin.
2014 höll han ett femtiotal konsertgudstjänster där han hyllade Ted Gärdestad, då denne skulle ha firat femtio år som aktiv artist.

## Verk i urval

### Musikaler
- 1981 – Skapelsen – Oscar Music
- 1985 – Tillsammans som syskon – Ingstroem musikproduktion, ISBN 9908557114 ; 15
- 1986 – Dörren mot vår värld – HB Vi Två
- 1987 – Var alltid glada! – HB Vi Två
- 1989 – Drömmar – HB Vi Två
- 1992 – I samma båt
- 2004 – Berörd – Tomsing, ISBN 9789186483586
- 2005 – Den gröna ängen – Tomsing, ISBN 9789186483593
- 2009 – Va' bra – Tomsing, ISBN 9789186483630
- 2011 – Händer – Tomsing, ISBN 9789186580100
- 2012 – Tillsammans – Tomsing, ISBN 9789186580193

### Böcker
- 1995 – Sångarfursten – Widéll musikproduktion, ISBN 91-630-3231-7
- 2015 – Stillhetens puls – Widéll musikproduktion, ISBN 978-91-637-9600-5